# Tamba multiplaga
Tamba multiplaga là một loài bướm đêm trong họ Noctuidae.